# Perley Island
Perley Island ist eine sichelförmige Insel im kanadischen Territorium Nunavut und gehört zu den Königin-Elisabeth-Inseln.
Sie liegt im Arktischen Ozean etwa 4 km nördlich der Insel Meighen Island, von der sie durch die Hose Strait getrennt ist. Die maximale Höhe der flachen Insel beträgt 14 m. Sie wurde von der Kanadischen Arktischen Expedition der Jahre 1913 bis 1918 unter Leitung von Vilhjálmur Stefánsson entdeckt.
Auf Perley Island befindet sich eine Brutkolonie der seltenen Elfenbeinmöwe (Pagophila eburnea).